# Constantin C. Orghidan
Constantin C. Orghidan (n. 22 iunie 1874, București – d. 29 august 1944, Oțelu Roșu) a fost un inginer român, industriaș, colecționar și vicepreședinte al Societații Numismatice Române (1933-1944), membru de onoare al Academiei Române.

Constantin Orghidan (fotografie din 1899)